# عبد السلام الدميني
اللواء أركان حرب عبد السلام قاسم الدميني (1 نوفمبر 1935 - 28 أغسطس 1980) هو قائد عسكري يمني، ولد في قرية الأخطور بمديرية السياني بمحافظة إب لأسرة يمنية، جسد حياته للكفاح والمقاومة ضد القوات الأجنبية للاستقلال وقيام جمهورية اليمن، تطوع جندياً في ثورة 26 سبتمبر اليمنية سنة 1962 في صفوف الحرس الوطني، ورقي إلى ملازم لشجاعته، التحق عام 1963 بكلية الشرطة وتخرج منها عام 1964 في أول دفعة بعد الثورة، عمل في الشرطة العسكرية، ورقي إلي رتبة ملازم لشجعته، التحق بلواء الثورة، عُينَ رئيساً لأركان اللواء الخامس، وتولى مسؤولية رئيس أركان اللواء العاشر، انخرط كمقاتل في الصفوف الأولى دفاعًا عن الثورة والجمهورية إيماناً بالتيار القومي الناصري، أسرته القوات الملكية مرتين، وتمكن من الهرب، إغتيال سنة 1980 علي يد مخابرات النظام الحاكم اليمني.

## نشأته
عبد السلام قاسم المنذور الدميني ولد في قرية الأخطور  بمديرية السياني بمحافظة إب المملكة المتوكلية اليمنية، في 1 نوفمبر سنة 1935، في أسرة كفاحت الحكم المالكي، أخوه عبد الكريم الدميني طبيب عسكري، وشقيقه الأكبر عبد الله الدميني عسكري بالقوات اليمنية، اغتيلوا معه على يد مخابرات النظام الحاكم.
انتمى الدميني باكرًا للتيار القومي الناصري، واتسم بالذكاء، والشجاعة، والإستقامة، وحب المعرفة، وعشق الحرية، وعاش حياته للكفاح الوطني، عمل كقيادي في الجبهة الوطنية الديمقراطية مع الحزب الإشتراكي اليمني، أواخر سبعينيات القرن الماضي، نشط في مناطق الشمال، وكان على تواصل مستمر مع قيادة الجبهة وكوادرها، والشخصيات العامة، وأبناء المناطق، وكسب الاحترام والحب صدقًا وإخلاصًا، تحدث عنه أصدقائه بأنه كان يقيم معهم، ثم يعود إلى أرحب، ومناطق الشمال، كقائد من قيادات الجبهة.
مثل الجبهة الوطنية إلى جانب جار الله عمر ويحيى الشامي، في الوصول إلي السلام مع الرئيس اليمني علي عبد الله صالح. كان كثير الاعتزاز بالكرامة، يرفض المساومة على المبادئ، التي يؤمن بها وكانت صلاته بضباط الجيش والأمن واسعة. مما جعل النظام الحاكم علي صالح الخوف من نشاطه الواسع في القبائل والجيش والأمن، فكان التخطيط لاغتياله.

## سيرته
التحق بكتائب الحرس الوطني سنة 1962، التحق بعدها بكلية الشرطة سنة 1963، وكانت الدفعة الأولى بعد ثورة 26 سبتمبر اليمنية  وتخرج منها ورقي إلي رتبة ملازم، التحق بالشرطة العسكرية بعدها، وتولى مسؤولية رئيس أركان اللواء الخامس والعاشر، انخرط كمقاتل في الصفوف الأولى دفاعًا عن الثورة والجمهورية انخرط كمقاتل في الصفوف الأولى دفاعًا عن الثورة والجمهورية.
واصل الدميني الدراسة، وحصل على الماجستير من موسكو في التاريخ، وحصل على الدكتوراه سنة 1974-1978 من أكاديمية لينين العسكرية عن رسالته (قضايا التطور الاجتماعي– الاقتصادي للجمهورية العربية اليمنية)، ونال الدكتوراه عن ونال بها درجة مرشح في فلسفة العلوم الاقتصادية من جامعة لومونوسوف الحكومية في موسكو.

### إعتقاله
أسرته قوات المملكة المتوكلية اليمنية مرتين، ونجا من الأسر، وكان ضمن الضباط المرحّلين إلى الجزائر عقب أحداث أغسطس 1968 ،وعقب عودته من موسكو لقضاء الإجازة، اعتقل في صنعاء سنة 1973 وتمكن من الهرب.

## الحياة السياسية والعسكرية
كان في الحرس الوطني والجيش مثلًا في الانضباط والشجاعة حد الفدائية، قاتل الدميني على جبهتين، جبهة الدفاع عن ثورة 26 سبتمبر في الصفوف الأمامية وضد القوى المملكة المتوكلية اليمنية المدعومة من السعودية والاستعمار البريطاني والأمريكي، وتعرض للأسر منهم مرتين ونجا، وقاتل في الجبهة الداخلية ضد فرض الاستسلام والانحراف عن خط الثورة، ومبادئ الجمهورية والقومية العربية، انخرط في المظاهرات ضد اللجنة الثلاثية للسلام التي فرضتها السعودية والولايات المتحدة سنة 1965، وتعرض للاعتقال بسبب آرائه ومواقفه الوطنية، وكان على رأس مظاهرة 3 أكتوبر الكبرى سنة 1967 التي حجبت طرح النظام الجمهوري لأي استفتاء أو مساومة دون حرية، ولعب دوراً بطولياً في فك حصار السبعين يوما 1967 - 1968 كان ذلك سبباً لابعاده إلى الجزائر إثر أحداث أغسطس 1968 ، ثم عاد إلى صنعاء.

## اغتياله

### خلفية
المنفذ المباشر للجريمة هو أحد زملاء عبد السلام، وكان محسوباً على الطليعة الشعبية ثم على الحزب الاشتراكي،
ذهب عبد السلام مع وأخويه إلى محافظة إب، بسيارة أجرة إلى منزل القاتل المباشر، بشأن إصدار (صحيفة الأمل)، لتكون منبر إعلامي للجمهورية. لم يعرف أنه متوجه إلي كمين أعد له من النظام الحاكم، جريت مشاورات عند الوصول، ومحاورات ومشدات شديدة، كان عبد السلام قوياً فيها، إلي أن الأمر وصل إلي قتله. طلب عبد السلام عدم المساس بأخويه، كونهما غير حزبيين وهو المقصود، إلا أن النظام الحاكم كان لهم رأي آخر.

### إغتيال
اغتيل عبد السلام، في الثامنة مساء من يوم الخميس الموافق 28 أغسطس 1980 إلى جانب شقيقيه عبد الكريم الدميني الطبيب العسكري وشقيقه الأكبر عبد الله الدميني على يد مخابرات النظام الحاكم.
وكان الاغتيال مؤشرًا خطيرًا لإصرار نظام علي عبد الله على رفض التصالح، ورفض الحوار السياسي والاحتكام إلى الحرب والعنف ونهج الاغتيال بعدها إلي عدة روساء، فكان الاغتيال بمثابة رفض التصالح والحوار، وإرضاء السعودية بسبب إنتهاء المملكة والمشايخ والإسلام السياسي الأكثر حماسًا للحرب ضد الجنوب، وضد الجبهة الوطنية، والقوى السياسية، وفي نفس الوقت قطع الطريق على إصدار (صحيفة الأمل).

## إعلام

### قصيدة شعرية
قدم الشاعر عبد الله البردوني، مرثيه بعنوان (توابيت الهزيع الثالث)، وهي من أهم المراثي، على قلة مراثي البردوني، فقد ربطته معرفة وصداقة بالديمني، وكانت مرثيته نبوءة صادقة، وتوصيفًا دقيقًا لزمان ومكان القتل والأحداث والملابسات.

### كتب
آلف العديد من الكتب لدميني منها؛
- الدكتور عبد السلام الدميني: رمز كفاح شعب من أجل الديمقراطية.[23]

## الأوسمة التي حصل عليها
حصل على عدد من الأوسمة والأنواط وشهادات التقدير، ومن ذلك:
- شهادة تقدير وشكر إبان حصار السبعين،
- وسام الواجب.
- وسام الشرف.
- وسام البطولة.
- وسام الخدمة.
- وسام الاستحقاق.
- وسام الوحدة من الدرجة الثالثة.

## أطلع أيضاً
- القوات المسلحة اليمنية.
- القومية العربية.
- الحزب الإشتراكي